# Ilan Benhaim
 (mars 2023).
 (mars 2023).
 (mars 2023).
La mise en forme du texte ne suit pas les recommandations de Wikipédia : il faut le « wikifier ».
Les points d'amélioration suivants sont les cas les plus fréquents. Le détail des points à revoir est peut-être précisé sur la page de discussion.
- Les titres sont pré-formatés par le logiciel. Ils ne sont ni en capitales, ni en gras.
- Le texte ne doit pas être écrit en capitales (les noms de famille non plus), ni en gras, ni en italique, ni en « petit »…
- Le gras n'est utilisé que pour surligner le titre de l'article dans l'introduction, une seule fois.
- L'italique est rarement utilisé : mots en langue étrangère, titres d'œuvres, noms de bateaux, etc.
- Les citations ne sont pas en italique mais en corps de texte normal. Elles sont entourées par des guillemets français : « et ».
- Les listes à puces sont à éviter, des paragraphes rédigés étant largement préférés. Les tableaux sont à réserver à la présentation de données structurées (résultats, etc.).
- Les appels de note de bas de page (petits chiffres en exposant, introduits par l'outil «  Source ») sont à placer entre la fin de phrase et le point final[comme ça].
- Les liens internes (vers d'autres articles de Wikipédia) sont à choisir avec parcimonie. Créez des liens vers des articles approfondissant le sujet. Les termes génériques sans rapport avec le sujet sont à éviter, ainsi que les répétitions de liens vers un même terme.
- Les liens externes sont à placer uniquement dans une section « Liens externes », à la fin de l'article. Ces liens sont à choisir avec parcimonie suivant les règles définies. Si un lien sert de source à l'article, son insertion dans le texte est à faire par les notes de bas de page.
- La présentation des références doit suivre les conventions bibliographiques. Il est recommandé d'utiliser les modèles {{Ouvrage}}, {{Chapitre}}, {{Article}}, {{Lien web}} et/ou {{Bibliographie}}. Le mode d'édition visuel peut mettre en forme automatiquement les références.
- Insérer une infobox (cadre d'informations à droite) n'est pas obligatoire pour parachever la mise en page.

Pour une aide détaillée, merci de consulter Aide:Wikification.
Si vous pensez que ces points ont été résolus, vous pouvez retirer ce bandeau et améliorer la mise en forme d'un autre article.
Ilan Benhaim, né le 19 novembre 1976 au Maroc, est un entrepreneur et business angel d’origine marocaine, autrichienne et française, diplômé de Neoma Business School (ex-ESC Rouen). En 2000, il cofonde et devient associé de Veepee, anciennement vente-privée.com, dont il est membre du conseil d’administration. En 2019, Ilan Benhaïm devient également fondateur d’IB Participations S.A., une holding d’investissement spécialisée dans le financement de startups dans le monde.

## Biographie

### Enfance et formation
Ilan Benhaim est né en 1976 au Maroc d’un père entrepreneur marocain et d’une mère autrichienne cadre à la Lufthansa. Il grandit à Casablanca au Maroc, où il effectue sa scolarité au lycée Lyautey, obtenant un baccalauréat scientifique en 1994. Passionné de technologie, il apprend le codage en autodidacte dès l’âge de 12 ans.
Après le lycée, il suit une classe préparatoire HEC à Intégrale Paris avant d'intégrer Neoma Business School (anciennement ESC Rouen), dont il sort diplômé en 2000 avec un Master Grande École en finance, contrôle et pilotage.

### Carrière
En 2000, alors étudiant en troisième année à Neoma Business School, Ilan Benhaim rencontre Jacques-Antoine Granjon, avec qui il fonde, en février 2001, le site vente-privee.com, spécialisé dans la vente événementielle de produits déstockés en ligne. Il contribue à la création de processus et d’outils inédits pour l’époque. L'entreprise, renommée Veepee en 2019, emploie 5 000 personnes dans 10 pays et a généré un chiffre d'affaires de 3,8 milliards d'euros en 2020.
En 2006, Ilan Benhaim prend la direction de la stratégie et de l’innovation de Veepee, rôle qu’il occupe pendant plusieurs années. En 2013, il fonde Vente-Privée Consulting, une entité de conseil en e-commerce, visant à accompagner les marques partenaires dans leur transition vers la vente en ligne,. Quatre ans plus tard, en 2017, il lance Vente-Privée Impulse, un accélérateur spécialisé dans la Fashion Tech et la Retail Tech.
En parrallèle de ses fonctions au sein de Veepee, où il est membre du conseil d'administration, du comité d’audit et du comité des rémunérations, Ilan Benhaim fonde en 2019 la holding d’investissement IB Participations S.A. (IBP). Cette structure se concentre sur le financement de startups innovantes en France et à l’international. La même année, il établit une filiale à Casablanca, IBP Africa, destinée à soutenir des projets sur le continent africain. IBP Africa est membre de réseaux d’investisseurs tels qu’Angels4Africa, MoBan, et MNF Angels,.

## Télévision
En novembre 2020, Ilan Benhaim participe à la première saison de l'émission télévisée "Qui va investir dans mon projet ? Special Startups", diffusée sur la chaîne marocaine 2M, où il intervient en tant qu’investisseur.